# Earth and Fire
Earth and Fire byla nizozemská rocková skupina, kterou v roce 1968 založili bratři Chris a Gerard Koerts. Největší hit této skupiny byla skladba „Weekend“. Ve skupině také hrál Bert Ruiter, který se dříve proslavil jako člen skupiny Focus.